# Jyrki Järvi
Jyrki Heikki Järvi (Helsinki, 7 febbraio 1966) è un ex velista finlandese.

## Palmarès

### Olimpiadi
- 1 medaglia:
  - 1 oro (Sydney 2000 nella classe 49er)